# Tidarren levii
Tidarren levii är en spindelart som beskrevs av Schmidt 1957. Tidarren levii ingår i släktet Tidarren och familjen klotspindlar.
Artens utbredningsområde är Kongo. Inga underarter finns listade i Catalogue of Life.